# Chris Murphy
Christopher Scott Murphy (født 3. august 1973) er en amerikansk advokat, forfatter og politiker, der har været juniorsenator fra Connecticut siden 2013. Han er medlem af Det Demokratiske Parti og var tidligere medlem af Repræsentanternes Hus fra Connecticut 2007-2013. Før han blev valgt til Kongressen, var Murphy medlem af Connecticuts delstatsparlament med to valgperioder i Connecticuts Repræsentanternes Hus (1999-2003) og to valgperioder i Connecticuts Senat (2003-2007).
Murphy stillede op til det amerikanske Senat i 2012, efter at senator gennem mange år Joe Lieberman i januar 2011 meddelte, at han ville trække sig tilbage fra politik i stedet for at søge en femte embedsperiode. Han besejrede den tidligere Connecticut-minister Susan Bysiewicz i det demokratiske primærvalg og besejrede efterfølgende den republikanske kandidat Linda McMahon til det åbne sæde ved senatsvalget. Han indtrådte i Senatet i en alder af 39 og var på det tidspunkt den yngste senator.
Murphy er født den 3. august 1973 i White Plains, New York.
Han har en bachelorgrad fra Williams College og er jurist fra University of Connecticut School of Law. Som bachelorstuderende studerede Murphy også ved University of Oxford. Den 19. maj 2013 fik Murphy en æresdoktorgrad fra University of New Haven.